# 可體纖
可體纖（CortiSlim）是一種由 Window Rock Enterprises 推上市的減重系統。它由 Shawn Talbot 醫學博士 (營養科學) 所配方。 CortiSlim 藥片，減重方案的一部分，包括維他命、礦物值、以及多種植物萃取。該公司原本宣稱 CortiSlim 藥片利用降低可得松(Cortisol/又譯皮質醇，一種壓力荷爾蒙)水平來輔助減重。然而，2004年十月，美國聯邦貿易委員會 (FTC) 聲稱銷售 CortiSlim 與 CortiStress 的市場商人在其中廣告散播虛假或未經證實的聲明。自那時起，該公司便改變他們的行銷聲明。FTC亦聲稱「 Window Rock 提出的 CortiSlim 有效性以及他的成分論證基於超過 15 年的科學研究」不實。根據 FTC 的控訴，以上這些聲明是虛假或者未經證實的。市面上銷售的 CortiSlim 基本上絕無任何科學資料背景支撐。

## FTC對虛假聲明的罰款
2007年一月四日，FTC 宣佈了對 Window Rock Health Laboratories，CortiSlim 的製造商的罰款：一千兩百萬美金，針對該公司無法提供事實支援的廣告宣稱。FTC 同樣針對 Xenadrine EFX, TrimSpa, 以及 One-A-Day WeightSmart 等製造商對類似不實宣傳做同樣罰款。

## 外部連結
- FTC 聲明 (英) （页面存档备份，存于）
- 吃藥會幫你減重嗎？
- CortiSlim 官方站 （页面存档备份，存于）
- Barry Yeoman, 減重：新迷思， O:澳普拉雜誌